# Rothwell (West Yorkshire)
Rothwell ist eine Stadt im District Leeds in der Grafschaft West Yorkshire, England. Rothwell ist 6,7 km von Leeds entfernt. Im Jahr 2001 hatte es eine Bevölkerung von 18.826. Rothwell wurde 1086 im Domesday Book als Rodewelle erwähnt.